# Шоймі (комуна)
Шоймі (рум. Șoimi) — комуна у повіті Біхор в Румунії. До складу комуни входять такі села (дані про населення за 2002 рік):
- Борз (239 осіб)
- Думбревіца-де-Кодру (495 осіб)
- Кодру (257 осіб)
- Поклуша-де-Беюш (117 осіб)
- Синніколау-де-Беюш (153 особи)
- Урвіш-де-Беюш (796 осіб)
- Урсад (208 осіб)
- Шоймі (746 осіб) — адміністративний центр комуни

Комуна розташована на відстані 397 км на північний захід від Бухареста, 45 км на південь від Ораді, 113 км на захід від Клуж-Напоки, 123 км на північний схід від Тімішоари.

## Населення
За даними перепису населення 2002 року у комуні проживали 3011 осіб.
Національний склад населення комуни:
| Національність | Кількість осіб | Відсоток |
| -------------- | -------------- | -------- |
| румуни         | 2527           | 83,9%    |
| цигани         | 476            | 15,8%    |
| угорці         | 7              | 0,2%     |
| німці          | 1              | < 0,1%   |

Рідною мовою назвали:
| Мова      | Кількість осіб | Відсоток |
| --------- | -------------- | -------- |
| румунська | 2546           | 84,6%    |
| циганська | 457            | 15,2%    |
| угорська  | 7              | 0,2%     |
| німецька  | 1              | < 0,1%   |

Склад населення комуни за віросповіданням:
| Релігія        | Кількість осіб | Відсоток |
| -------------- | -------------- | -------- |
| православні    | 2599           | 86,3%    |
| п'ятдесятники  | 314            | 10,4%    |
| баптисти       | 78             | 2,6%     |
| римо-католики  | 4              | 0,1%     |
| реформати      | 4              | 0,1%     |
| греко-католики | 4              | 0,1%     |
| адвентисти     | 2              | 0,1%     |